# متحف ناغاساكي للقنبلة الذرية
يقع متحف ناغاساكي للقنبلة الذرية في مدينة ناغاساكي اليابانية. يحيي المتحف ذكرى قصف الولايات المتحدة الأمريكية الذري لمدينة ناغاساكي في 9 أغسطس من عام 1945 في الساعة 11:02:35 صباحًا. يوجد بجوار المتحف قاعة ناغاساكي التذكارية للسلام لضحايا القنابل الذرية التي بنيت في عام 2003. مثّل القصف مرحلة جديدة من الحرب، الأمر الذي جعل من ناغاساكي موقعًا رمزيًا لنصب تذكاري. يوجد متحف مماثل في هيروشيما هو متحف هيروشيما التذكاري للسلام، ترمز هذه المواقع إلى العصر النووي، وتذكّر الزوار بالتدمير الواسع والموت العشوائي النّاجم عن الأسلحة النووية، ومدى أهمية وضرورة الالتزام بالسلام.
بُني متحف ناغاساكي في نيسان من عام 1996، ليحل محل قاعة الثقافة الدولية المتدهورة. يغطي المتحف تاريخ هذا الحدث بوصفه قصة، مركّزًا على الهجوم والتاريخ الذي أدى إليه، ويغطي تاريخ تطوير الأسلحة النووية أيضًا، ويعرض صورًا فوتوغرافية، وآثارًا، ووثائقَ تتعلّق بالتفجير.

## تاريخ المتحف
حل المتحف في حديقة ناغاساكي للسلام محل قاعة الثقافة الدولية فيها، حيث عُرضت آثار تتصل بالتفجير. تعزّز هذه الآثار الآن بالصور التي تصور الحياة اليومية في ناغاساكي قبل إسقاط القنبلة الذرية، والدمار الناتج عنها، وتاريخ تطوير الأسلحة النووية.

## التاريخ المُغطّى في المتحف
يغطي متحف ناغاساكي للقنبلة الذرية تاريخ قصف ناغاساكي الذرّي. يصور مشاهد الحرب العالمية الثانية، وإلقاء القنبلة الذرية، وإعادة بناء ناغاساكي، والحاضر. يعرض المتحف أيضًا تاريخ تطوير الأسلحة النووية.
طوّر العلماء العاملون في مشروع مانهاتن القنبلة الذرية. حصل المشروع على تمويل في 6 ديسمبر من عام 1941، وهدف القادة الأمريكيون من خلاله إلى اختراع جديد يُستخدم سلاحًا في زمن الحرب. اتُخذ قرار إسقاط قنبلة ذرية على اليابان بحلول عام 1943، ووضعت القائمة النهائية للمدن المستهدفة المرشحة في عام 1945. في ذلك الوقت، قيل إن القصف الذري من شأنه أن ينهي الحرب بسرعة أكبر. اختيرت هيروشيما هدفًا أول لتظهر قوة سلاح أمريكا الجديد. كان القصد من وراء التفجير الثاني، ناغاساكي، إثبات وجود ترسانة كبيرة لدى أمريكا. في الساعة 11:02 صباحًا من الوقت المحلي، في 9 أغسطس 1945، أُسقطت القنبلة الذرية التي أطلق عليها اسم «الرجل البدين» على ناغاساكي، ما أدى إلى تغيير المنظر الطبيعي للمدينة إلى الأبد. ارتفعت سحابة على شكل فطر إلى ارتفاع 45,000 قدم (14,000 متر) فوق المدينة.
يُعرض في المتحف تاريخ المدينة قبل إسقاط القنبلة. كان مركز التفجير هو منطقة أوراكامي التي كانت ضاحية معزولة وهادئة، والتي ارتفع عدد سكانها بعد عشرينيات القرن العشرين عندما اختيرت كموقع لمصانع الذخائر، وتحولت سريعًا إلى منطقة صناعية. بالإضافة إلى ذلك، كانت مقاطعة أوراكامي موطنًا لكلية ناغاساكي الطبية. عندما أُسقطت القنبلة في الساعة 11:02 صباحًا في 9 أغسطس 1945، دمرت حرارة ورياح الانفجار 20 حيًّا في دائرة نصف قطرها كيلومتر واحد. ثم تحولت إلى رماد بسبب الحرائق التي تلت ذلك. على بعد كيلومترين من المبنى، انهار ما يقرب من %80 من المنازل واحترقت. عندما انقشع الدخان، كانت المنطقة مكسوة بالجثث.
سارت عملية إعادة إعمار المدينة ببطء. ولم تُوفّر المساكن الطارئة الأولى للسكان المحليين إلا في النصف الأخير من عام 1946. فاقت الحاجة إلى مبانٍ الإمكانياتِ كثيرًا. في عام 1950، تجاوزت طلبات الحصول على مساكن الشركات ما هو متوفر بتسعين مرة، وضعت الحكومة الوطنية اليابانية خطة لإعادة الإعمار في نوفمبر 1945، وهي خطة غيرت المدينة إذ تخلت عن الصناعات الحربية القديمة وركزت بدلًا من ذلك على إحياء التجارة الخارجية وبناء السفن والصيد. تُعتبر المدينة اليوم مدينة سلام، وقد تعهدت بمهمة السلام في العالم.

## وصلات خارجية
- معلومات الدليل السياحي لمدينة ناغاساكي
- متحف ناغاساكي للقنبلة الذرية